# Mircea Radu Iacoban
Mircea Radu Iacoban (n. 19 februarie 1940, Iași) este un scriitor, dramaturg, prozator și scenarist român.

## Biografie
Mama sa, Maria Iacoban, era învățătoare și scria poezie pe care o publica în revistele vremii, printre care și „Iașul literar”. Tatăl său, Alexandru Iacoban, era jurist dar și artist plastic amator care a avut expoziții de pictură în orașele Moldovei.
A absolvit liceul la Suceava, după care, în 1962, Facultatea de Filologie a Universității "Al. I. Cuza" din Iași.
- Între 1961-1966 a lucrat la Studioul Radio din Iași, întâi crainic și redactor, apoi la Radio București..
- În perioada 1966-1970 a fost secretar general de redacție la revista Cronica.
- În 1969 a fost numit director al Editurii "Junimea", din Iași.
- Între 979-1990 a avut funcția de director al Teatrului Național "Vasile Alecsandri" din Iași, cel mai lung directorat al Naționalului din istoria lui de până atunci.
- A predat cursul „Curente filozofice contemporane” la Conservatorul „George Enescu”.
- În perioada 23 noiembrie 1979-22 decembrie 1989 a fost membru supleant al CC al PCR.
- A fost  secretar al Asociației scriitorilor din Iași între anii 1971-1989.
- După 1990, a fost o perioadă corespondent de front la Chișinău, ca trimis al ziarului bucureștean „Românul”, pentru a scrie despre conflictul din Transnistria.[2]
- Între 1994-2004, Director al Teatrului „Luceafărul” Iași.
- Redactor șef al revistei „Cronica veche” (din 2018).

## Activitate profesională
- Director al Editurii Junimea (1969-1979)
- Director al Teatrului Național din Iași (1979-1990)
- Director al Teatrului "Luceafărul" (1994-2006)
- Secretar al Asociației scriitorilor din Iași (1971-1990)

## Scrieri
Volume de proză, teatru, publicistică: 
- "Estudiantina" - 1962
- „Nedumerit în Atlantida” - 1968
- „Cu microfonul în buzunar” - 1969
- „Lumea într-o picătură” - 1971
- „Altfel despre sport” - 1972
- „Din Azore în Antile” - 1973
- „Sâmbătă la Veritas” - 1971
- "Departe" - 1974
- „Sonnabend im Veritas” (Berlin,1974)
- „Razna prin trei continente”- 1977
- „Reduta și șoarecii” - 1977
- „Daleci” - Sofia, 1978
- „Begunci” - Beograd 1978
- „Oastea oștilor” - 1980
- „Klopotliwi Swiadek” - Varșovia 1980
- „Martor” - 1981
- „Noaptea” - 1981
- „... și alte piese” - 1985
- „Puterea ingrată la români” - 1990
- „O cronică a Basarabiei” vol.I - 1995
- „O cronică a Basarabiei” vol.II - 1999
- „Potcoave pentru purici” - 2000
- „Uimiri” - 2001
- „Noaptea asta nu câștigă nimeni - 2002
- „Cercul” - 2002
- „Grădina lui Dumnezeu” - 2004
- „Să vezi și să nu crezi” - 2006
- „Printre cărți” - 2009
- „Pompe funebre” - 2010
- „Printre alte cărți” - 2012
- „Căminarul” - 2012
- „Zece ani de foc” - 2012
- „Teatru și iar teatru” (Opera Omnia)- 2012
- „Trăim o sigură dată” - Jurnal 2004-2014, Ed. Junimea, 2015
- „I-am zărit printre cuvinte” (2019)
- Prezent! (Jurnal, vol. II, 2020)
- „Razna prin patru continente” (2019)
- „Hardughia” (2021)
- „Istorie și istorii” (2022)
- „Amurg”  Jurnal vol. III 2023
- „Întrebarea vină n-are”, 2024

### Scenarii
- Totul pentru fotbal (1978)
- Am o idee!... (1981)
- Un bulgăre de humă (1990) - în colaborare cu Nicolae Mărgineanu
- "Escapada" ș.a.
- Piese de teatru jucate pe toate scenele din România și la teatre din străinătate („Ein Sonnabend im Veritas” la Teatrul Național German din Weimar ș.a.)